# 신태인축구센터
신태인축구센터는 전라북도 정읍시 신태인읍에 위치한 유소년 축구단이며 U-15팀의 경우 신태인중학교 축구부원으로 구성되어 있다.
감독은 이문희감독이고, 코치들은 대부분 프로선수팀에 있다가 온 코치들 이라고한다

## 출신 선수
정승원(수원fc).백승헌(제주유나이티드)